# چتهیان والا
چتهیان والا (به انگلیسی: Chathian Wala) یک شهر در پاکستان است که در پنجاب واقع شده‌است.